# Saint-Paul-de-Baïse
Saint-Paul-de-Baïse è un comune francese di 110 abitanti situato nel dipartimento del Gers nella regione dell'Occitania.

## Società

### Evoluzione demografica
Abitanti censiti